# Jeannette Campbell
Jeannette Morven Campbell (Saint-Jean-de-Luz, 1916. március 8. – Buenos Aires, 2003. január 15.) olimpiai ezüstérmes argentin úszónő.

## Pályafutása
Argentínában élő szülei 1914-ben Európába látogattak, ám az első világháború miatt nem tudtak visszautazni Dél-Amerikába, így Jeannette Franciaországban született meg. A család ezután hamar visszatért Argentínába, ahol ő nővérével, Dorothy-val együtt tanult úszni, és rövid idő alatt a legjobb argentin úszóvá lett. 
Az 1935-ös Dél-amerikai úszóbajnokságon mutatott jó formája után lehetőséget kapott, hogy részt vehessen az 1936-os berlini olimpiai játékokon. Berlinben egyedül a száz méteres gyorsúszás számában szerepelt, és a holland Rie Mastenbroek mögött másodikként zárt a szám döntőjében. Ezüstjével megszerezte hazája első olimpiai érmét úszásban. 
Pályafutása alatt 12 kontinens-, és 13 argentin címet szerzett.

## Magánélete
Férje, Roberto Peper, és lánya, Susana Peper szintén sikeres úszók voltak.